# Fargesia longiuscula
Fargesia longiuscula là một loài thực vật có hoa trong họ Hòa thảo. Loài này được (Hsueh f. & Y.Y.Dai) Ohrnb. mô tả khoa học đầu tiên năm 1996.